# Дрейпер, Теодор
Теодор «Тед» Х. Дрейпер (11 сентября 1912 года — 21 февраля 2006 года) — американский писатель, автор книг по истории и политике. Дрейпер получил известность благодаря своим 14 книгам, посвященным Коммунистической партии США, Кубинской Революции и Иран-контрас (англ. Iran-Contra affair, также «ирангейт»). Дрейпер был членом Американской академии искусств и наук. В 1990 году стал лауреатом премии Герберта Фейса (Herbert Feis Award for Nonacademically Affiliated Historians from the American Historical Association).

## Биография

### Ранние годы
Теодор Дрейпер родился в 11 сентября 1912 года. При рождении получил имя Теодор Дубинский. В семье было четверо детей. Его младшим братом был Хэл Дрейпер, ставший известным историком-марксистом. Родители Теодора были этническими евреями, иммигрировавшими в Нью-Йорк из Украины, в то время являвшейся частью Российской Империи. Его отец, Самуэль Дубинский, был управляющим фабрикой по пошиву рубашек. Он умер в 1924 году. Его мать, Анни Корнблатт Дубински, держала магазин сладостей, чтобы после смерти мужа сводить концы с концами.
Теодор вырос в Бруклине, штат Нью-Йорк, США, и окончил среднюю школу для мальчиков. Когда Теду было двадцать лет, его мать настояла на том, чтобы семья сменила фамилию на «американскую», чтобы дети смогли избежать антисемитизма и построить карьеру.

### Политическая деятельность
В 1930 году Дрейпер поступил в городской колледж Нью-Йорка (англ. City College of New York). Именно там он присоединился к Национальной студенческой лиге (NSL), части коммунистической партии США, направленной на организацию и сплочение студентов колледжа. Это стало началом десятилетия, в течение которого Дрейпер «вращался на орбите» Коммунистической партии США.
Дрейпер будет позже вспоминать:
«Мое посвящение прошло в Национальной Студенческой Лиге, в которую я вступил в 1930 году. Большинство лидеров были членами Комсомола, но я нет. Мне больше нравилось быть тем, кто симпатизирует идеологии Комсомольской Организации, официально не вступая в ее ряды. Я истово верил в то, что только Коммунистическое движение, со всеми его возможными ошибками и недостатками, способно совершить революцию и должен быть близок к нему. Тем не менее, я не хотел лишаться личностной свободы, которой наслаждался, не вступая в партию».
Дрейпер отмечал, что его беспартийность, возможно, даже помогла ему показать, что не нужно быть коммунистом, чтобы занимать лидирующую позицию в Национальной студенческой лиге. Однако, участие в движение стало ему дорого стоить, когда руководство Коммунистической партии приняло решение распределить членов Национальной студенческой лиги из City College в другие кампусы, где организация еще не имела своего присутствия. Дрейперу было поручено перевестись в Бруклинский филиал колледжа — решение, которое он позже вспоминал как один из самых печальных дней жизни.
В 1933 году Дрейпер окончил Бруклинский колледж с дипломом бакалавра философии; к этому времени Национальная студенческая лига стала такой большой и влиятельной организацией, что смогла фактически сорвать учёбу на Первомай. Затем Дрейпер поступает в аспирантуру Колумбийского университета, где учится в течение двух лет без получения стипендии.
В 1935 Дрейпер знакомится с Гарри Ганнесом, редактором иностранного отдела газеты коммунистической партии «The Daily Woker». Гарри Ганнес предлагает Дрейперу отложить в сторону его академическую карьеру и начать работать в газете в качестве его личного ассистента. После серьёзных размышлений Дрейпер принимает предложение и устраивается в «The Daily Worker», где он работает в течение двух лет помощником редактора иностранного отдела и пишет публикации под псевдонимом Теодор Репард.
Летом 1936 года Дрейпер был приглашён в Москву в качестве корреспондента «The Daily Worker». Дрейпер был уже готов отправиться в Россию, когда ему внезапно сказали, что он не едет, так как советские власти могут увидеть в нем угрозу своей безопасности из-за того, что его брат Хэл Дрейпер являлся троцкистом. Должность корреспондента «The Daily Worker» в Москве была предложена другому журналисту.
В 1937 году Дрейпер перешёл в литературно-художественный еженедельник коммунистической партии «The New Masses», где он занял должность редактора иностранного отдела и писал публикации под своим настоящим именем. В 1938 году журнал отправляет Дрейпера в Европу для освещения напряженной геополитической ситуации. Дрейпер работает в Франции, в Чехословакии, освещая кризис, который привел к «Мюнхенскому соглашению» между Адольфом Гитлером и Невиллом Чемберленом, и в Испании, освещая последние дни гражданской войны.
По возвращении из Европы в 1939 году к Дрейперу обратилось издательство «Modern Age Publishers» с предложением написать книгу о политической ситуации в Европе. Дрейпер использовал книжный аванс как возможность уйти из еженедельника, и он отправляется в Париж для проведения дальнейших исследований. В ноябре 1939 года Дрейпер возвращается в Соединённые Штаты, но изменение политической ситуации и, как следствие, изменение политической линии Коммунистической Партии, в конечном счёте, книга Дрейпера не выходит.[стиль]
По просьбе редакции на протяжении 1939—1940 гг. Дрейпер продолжал периодически писать для «The New Masses» на различные темы. Поскольку летом 1940 года Франция пала под натиском нацистской Германии, Дрейперу было предложено срочно опубликовать статью о значении этого события. Статья под названием «Новый момент во Франции» была выпущена и опубликована в номере от 9 июля 1940 года. В ней Дрейпер утверждал, что французский крах изменил баланс сил в Европе и намекнул, что Советский Союз вероятно будет следующей целью нацистов.
Дрейпер вспоминал:
«Первая статья была выпущена в печать без больших редакционных обсуждений. Тогда все были ошеломлены французским разгромом, и партийная линия сразу не установилась. Меня попросили написать еще одну статью на ту же тему и попытаться сказать то же самое в еще более сильной форме. Но на этот раз партийная линия догнала меня известием из Москвы. Советская пресса дала понять, что ничего не изменилось, не было никаких новых проблем и новых условий, не было „нового момента в Европе“.'… Моя вторая статья так и не была опубликована. Это был первый раз, когда моя статья была отклонена».
После этого Дрейпер отказался писать статьи для «The New Masses», ограничившись несколькими рецензиями на книги, чтобы избежать полного разрыва связей с коммунистическим движением. Он также проработал шесть месяцев в качестве корреспондента ТАСС, до того как стать сотрудником еженедельника на французском языке в Нью-Йорке. Несмотря на приглашение вернуться, после вторжения нацистов на территорию Советского Союза в июне 1941 года, что подтверждало его прогнозы, Дрейпер счел это невозможным и вместо этого работал в ряде временных мест, чтобы свести концы с концами.
В 1943 году Дрейпер был призван в армию США и был тем самым был «спасен от размышлений об американском коммунизме» по крайней мере на ближайшие три года. Дрейпер был назначен на работу в историческую секцию 84-й пехотной дивизии, в конечном итоге написав официальную версию деятельности дивизии во время битвы при Арденнах. В 1944 году увидела свет книга Дрейпера под названием «Шестинедельная война», выпущенная издательством «The Viking Press». Начался переход Дрейпера от политического журналиста к историку.

### Историк
После Второй мировой войны Дрейпер работал внештатным журналистом, много писал для журнала «Commentary». В 1950 году он начал писать для новостного журнала «The Reporter», основанного Максом Асколи.(Max Ascoli). Такие письменные задания не были полноценной работой, но оставляли Дрейперу время для других литературных занятий.
Дрейпер начал думать о написании «традиционной» истории американской коммунистической партии, основанной на документальных источниках, отвечающей научным стандартам. В 1952 году получив грант, Дрейпер начинает работать над своим новым проектом. Под руководством политолога Клинтона Росситера (Clinton Rossiter) из Корнеллского университета Фонда Республики (Fond of the Republic) он решил опубликовать полномасштабную историю американского Коммунизма. Дэвид А. Шеннон (David A. Shannon) из Висконсинского университета был утвержден написать историю Коммунистической партии США в послевоенный период, в то время, как Дрейпер был выбран для создания монографии о ранних годах партии. В 1959 году Роберт У. Иверсон (Robert W. Iverson) написал в этой серии труд «Коммунисты и школы».
Клинтон Росситер дал Дрейперу два года на завершение всего проекта — историю американского коммунизма от его истоков в 1919 году до увольнения партийного лидера Эрла Браудера в конце Второй мировой войны. Дрейпер приступил к работе, собирая источники и проводя интервью с живыми участниками периода становления американской коммунистической партии. Среди тех, с кем он вел обширную переписку, был Джеймс П. "Джим" Кэннон (James P. «Jim» Cannon), уволенный из организации в 1928 году за поддержку Льва Троцкого. Дрейпер отметил, что письма Кэннона были своего рода «жемчужиной». В 1962 году письма Джима Кэннона Теду Дрейперу были в конечном счете опубликованы в виде книги «Первые десять лет американского коммунизма».
Тем временем Дрейпер закончил свою работу для Росситера и Фонда республики. Однако его книга заканчивалась 1923 годом.
Дрейпер передал рукопись Клинтону Росситеру, который был возмущен таким сокращением повествования, но он очень нуждался в публикации, чтобы показать, что проект Фонда Республики жив и функционирует. Таким образом, в 1957 году рукопись пошла в печать без пересмотра как работа о корнях американского коммунизма. А Росситер вернул Дрейпера к работе еще на два года, чтобы завершить оставшуюся часть оговоренного периода времени.
Но к своему ужасу Дрейпер снова нарушает договоренности, завершив второй том 1929 годом — изгнанием партийного лидера Джея Лавстоуна (Jay Lovestone) и его единомышленников. Клинтон Росситер снова протестовал, но в 1960 году опубликовал в издательстве «Viking Press» второй том под названием «Американский Коммунизм и Советская Россия».
Был запланирован третий том, для которого Дрейпер начал собирать исследовательский материал. Но, к сожалению, в это время у Фонд республики перестает существовать, и работа была остановлена. Дрейпер передает свой исследовательский материал молодому ученому Харви Клеру (Harvey Klehr) из Университета Эмори. Книга Клера, в которой использовались исследовательские материалы Дрейпера, но в написании которой сам Дрейпер не участвовал, была опубликована в 1984 году.
После того как фонд перестал финансировать работу Дрейпера, темы его исследований меняются. Последовала серия статей, книг и брошюр, посвященных революции Кастро. В 1960 году в издательстве Фредерика А. Прегера (Frederick A. Praeger) выходят «Мифы и реальность».
Работа Дрейпера в качестве историка Кубинской революции привлекла к нему внимание Института Гувера по вопросам войны, революции и мира (Hoover Institution on War, Revolution, and Peace), антикоммунистического аналитического центра, расположенного в Стэнфордском университете. Дрейпер принимает приглашение Института Гувера и остается там вплоть до 1968 года. Затем он покидает пост из-за растущего консерватизма учреждения. Дрейпер переехал через всю страну, чтобы поступить аналогичную должность в Институте перспективных исследований (Institute for Advance Study), расположенном в Принстонском университете, где он занимался вопросом расовых отношений.
Дрейпер на продолжение длительного времени сотрудничает с журналом «Комментарий» и позднее с журналом «Нью-Йоркский книжный обозреватель»

### Смерть и наследие
21 февраля 2006 года Теодор Дрейпер умер в своем доме в Принстоне, Нью-Джерси. Ему было 93 года
Бумаги Дрейпера находятся в двух местах. Материалы, касающиеся двух его опубликованных книг об американском коммунизме и Кубинской революции, хранятся в архиве Института Гувера Стэнфордского университета в Пало-Альто, Калифорния, США. Еще 63 коробки с материалами, собранными для его неопубликованной третьей книги об американском коммунизме, плюс более 120 катушек микрофильмов и других исследовательских материалов, можно найти в библиотеке рукописей, архивов и редких книг Университета Эмори в Атланте, штат Джорджия, США.

## Работы
- Spain in Revolt. Архивная копия от 26 января 2019 на Wayback Machine As Theodore Repard, with Harry Gannes. New York: Alfred A. Knopf, 1936.
- The Six Weeks' War: France, May 10 — June 25, 1940. New York: Viking Press, 1944.
- The 84th Infantry Division in the Battle of the Ardennes, December 1944 — January 1945, Архивная копия от 26 января 2019 на Wayback Machine Liege, Belgium: Historical Section, 84th Infantry Division, April 1945.
- The Roots of American Communism. New York: Viking Press, 1957.
- American Communism and Soviet Russia: The Formative Period. Архивная копия от 21 июля 2018 на Wayback Machine New York: Viking Press, 1960.
- Ordeal of the UN: Khrushchev, Hammarskjöld, and the Congo Crisis. New York, The New Leader, 1960.
- Castro’s Cuba: A Revolution Betrayed? New York: The New Leader, 1961.
- Cuba and United States Policy. New York: The New Leader, 1961.
- Castro’s Revolution: Myths and Realities. New York, Praeger, 1962.
- Castro’s Communism. London, Encounter, 1962.
- Five Years of Castro’s Cuba. Архивная копия от 26 января 2019 на Wayback Machine New York: American Jewish Committee, 1964.
- The Roots of the Dominican Crisis. New York, League for Industrial Democracy, 1965.
- Castroism, Theory and Practice. New York, Praeger, 1965.
- Abuse of Power. New York: Viking Press, 1967.
- Israel and World Politics: Roots of the Third Arab-Israeli War. New York, Viking Press, 1968.
- The Dominican Revolt: A Case Study in American Policy. New York, Commentary, 1968.
- The Rediscovery of Black Nationalism. New York: Viking Press, 1970.
- The Dominican Intervention Reconsidered. Indianapolis: Bobbs-Merrill, 1971.
- The United States and Israel: Tilt in the Middle East? New York: American Jewish Committee, 1975.
- On Nuclear War: An Exchange with the Secretary of Defense: Caspar Weinberger vs. Theodore Draper. Boston: Council for a Livable World Education Fund.
- The Atlantic Alliance and Its Critics. With Robert W. Tucker and Linda Wrigley. New York: Praeger, 1983.
- Present History: On Nuclear War, Detente and Other Controversies. New York: Random House, 1983.
- A Present of Things Past: Selected Essays. New York: Hill and Wang, 1990.
- A Very Thin Line: The Iran-Contra Affairs. New York: Hill and Wang, 1991.
- A Struggle for Power: The American Revolution. New York: Times Books, 1996.